# Tithraustes fumosa
Tithraustes fumosa är en fjärilsart som beskrevs av W. Warren 1905. Tithraustes fumosa ingår i släktet Tithraustes och familjen tandspinnare. Inga underarter finns listade i Catalogue of Life.